# Elvira de Lleó
Elvira de Lleó   (937 - 982) fou monja i regent, infanta espanyola, filla de Ramir II de Lleó i germana de Sanç I de Lleó) s'ignora la data del seu naixement encara que se suposa que degué ser al començar el segon terç del segle x).
A la mort de Sanç, al qual havia aconsellat en diverses ocasions, era religiosa del monestir de Sant Salvador, fundat pel seu pare; l'any 967 junt amb la seva cunyada Teresa Ansúrez, regent durant la minoria d'edat de Ramir III de Lleó, el seu nebot i hereu del tron.
Segons les cròniques governaren amb molta habilitat, com ho demostra el fet que en una assemblea de bisbes i magnats celebrada el 973 es donaren gràcies a Déu pel profitosa que resultà per al país la regència de Teresa i Elvira, especialment d'aquesta última, que «si por el sexo era mujer, por sus distinguidos hechos merecia el nombre de varon». Quan l'any següent, Ramir III arribà a la majoria d'edat, Elvira es retirà novament al monestir de Sant Salvador.